# Géomancie
La géomancie est une technique de divination fondée sur l'analyse de figures composées par la combinaison de quatre points simples ou doubles (ou points et traits). Ces points sont obtenus par l'observation de cailloux ou d'objets jetés sur une surface plane ou posés dans un espace donné, par des lancers de dés, par le comptage de traits dessinés dans le sable avec un bâton ou sur du papier à l'aide d'un stylo ou encore par l'observation d'éléments disposés dans la nature sans intervention humaine.

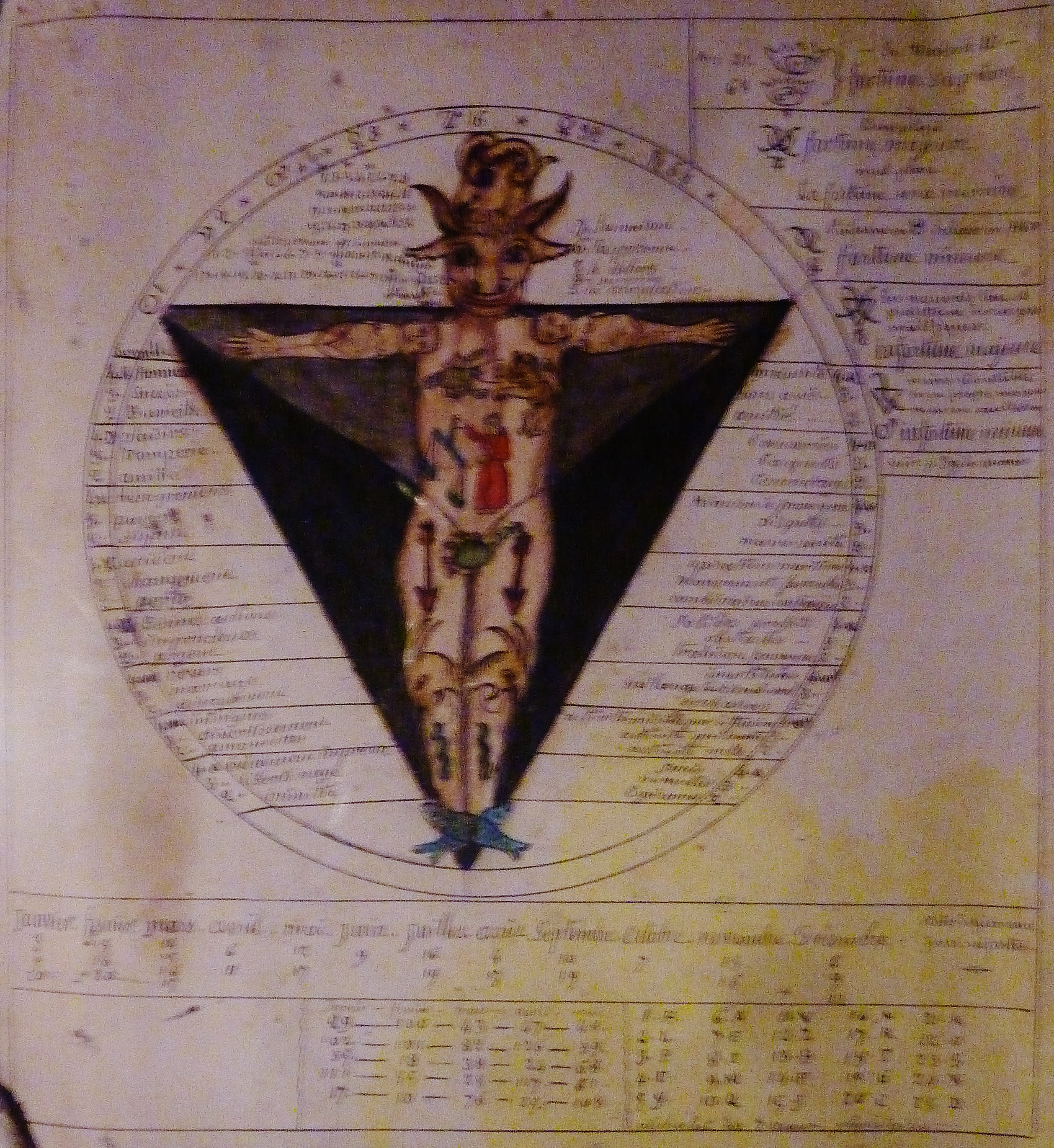
Tableau pour servir à l'étude de l'astrologie et de la géomancie (par le Mage Edmond).

Les oracles géomantiques sont basés sur une série de figures, chacune composée de quatre lignes de points, pairs ou impairs. Par différentes combinaisons simples, les tirages des figures sont développés pour former un diagramme ou graphe destiné à l'interprétation : un écu ou thème (terme emprunté à l'astrologie) géomantique, ou encore un carré. Les significations propres aux figures géomantiques, leurs positions dans le graphe obtenu et les relations à l'intérieur du graphe des figures (répétitions, oppositions, passations, etc.) entrent en compte dans l'interprétation.
Il en existe plusieurs pratiques africaines, certaines très proches de la pratique d'influence Arabe, mais aussi une expression qui est à l'origine du Vaudou à travers le dieu FA (ou Ifa) dieu de la divination, appelée Ifa. Dans cette version, les seize figures sont considérées par paires, ce qui donne 256 combinaisons. Il semble que plus que de divination, il s'agit d'un système très élaboré de pédagogie supporté par le dieu Fa et quelques autres divinités (Lêgba, Gû, Hêbiesso... moins d'une dizaine) à destination de peuples qui n'avaient pas d'écriture et chez qui tout devait reposer sur la mémoire. À noter qu'à ces divinités se superposent les dieux proprement animistes.

## Étymologie
Le terme est directement issu du bas latin geomantia (« divination par la terre ») emprunté au grec γεωμαντεία.
Marco Polo dans son livre utilise le terme sous la forme italo-française jomansie à la fin du XIIIe siècle.
Le terme apparaît ensuite en français vers 1333 sous la forme géomancie dans la traduction manuscrite du Miroir historial de Vincent de Beauvais rédigée par Jean de Vignay à la demande du roi de France Philippe VI et de sa femme Jeanne de Bourgogne.

## Histoire
L'origine réelle de ce type d'oracle reste incertaine. Certains auteurs le disent d'origine perse, tandis que d'autres tablent sur une création arabe. Le mode de construction des figures et leur placement dans l'ensemble de l'oracle, toujours de droite à gauche, sont en tout cas la marque d'un peuple faisant usage d'une écriture de droite à gauche, que la langue soit d'origine sémitique (arabe) ou non (persan).

### En Corée
Elle a été transmise par le taoïsme populaire pour être incorporé à la culture locale dans le royaume de Koryo (918–1232 et 1270–1392, ancien nom de la Corée), « pungsu » en coréen, « feng shui » en chinois, écrit avec l'idéogramme « vent » et le pictogramme « eau ». Cette pratique a été  apportée en Corée par la Chine à la fin du 1er millénaire. La divination du yi jing, liée au taoïsme y est donc présente.

### En Afrique subsaharienne

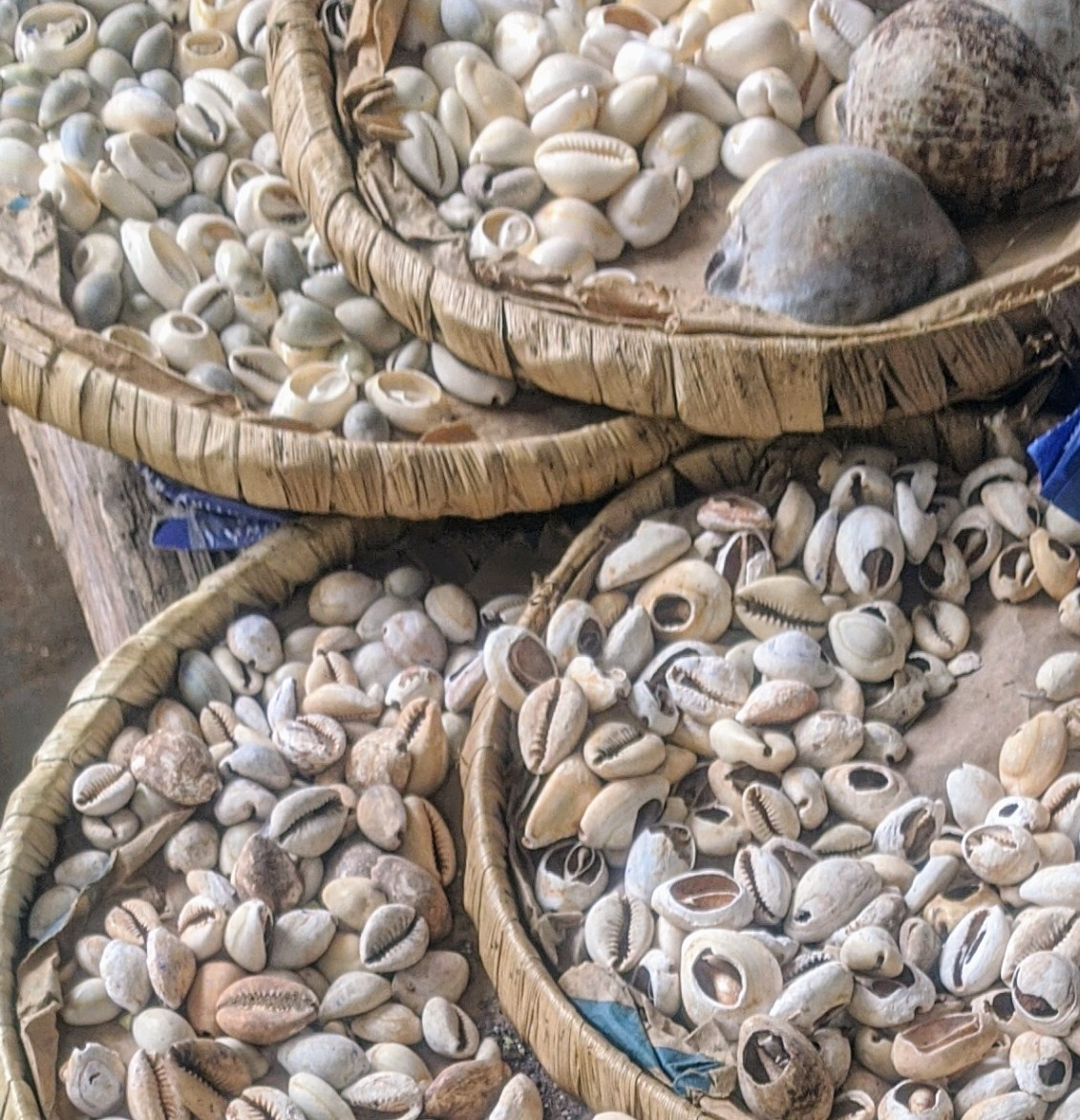
Authentique cauri. Ils sont utilisés dans la géomancie divinatoire africaine.

La géomancie africaine est la plus vieille forme divinatoire au monde car la technique de divination est liée à la terre, d'où le culte des ancêtres noirs depuis leur migration d’Égypte ancienne vers l'Afrique subsaharienne. Geo signifie "terre" en grec, et mancie signifie "magie": il s'agit donc d'une étude divinatoire via la terre. La géomancie africaine est encore appelée Fa en Afrique de l'Ouest. La géomancie africaine se base sur 16 fois 16 figures qui donne 256 combinaisons (figures au total).
La géomancie africaine utilise plusieurs objets dans son exercice de divination comme les noix de palme sacrées, les cauris, les os d'animaux morts et des pierres spéciales.

## Les 16 figures
| x Via (La Voie)                      | x Cauda draconis (La Queue du Dragon) | x Puer (Le Jeune Garçon)   | x Fortuna minor (La Fortune Mineure) |
| x Puella (La Jeune Fille)            | x Amissio (La Perte)                  | x Carcer (La Prison)       | x Laetitia (La Joie)                 |
| x Caput Draconis (La Tête du Dragon) | x Conjunctio (La Conjonction)         | x Acquisitio (Le Gain)     | x Rubeus (Le Rouge)                  |
| x Fortuna Major (La Fortune Majeure) | x Albus (Le Blanc)                    | x Tristitia (La Tristesse) | x Populus (Le Peuple)                |

Les noms latins des seize figures sont traditionnellement employés dans la géomancie « occidentale », depuis le Moyen Âge, parallèlement avec leur traduction dans la langue profane en usage dans le pays où est interrogé l'oracle.

## Technique
Les usagers de cette méthode de divination procèdent habituellement à un « tirage » de quatre figures, selon différentes techniques (jet de dés, de pièces, séparation de tas de cailloux, etc.).
Une méthode de tirage consistait par exemple à aligner, sur le sable, quatre lignes superposées de points tracés au hasard, puis de faire le décompte de chaque ligne de points. D'une ligne impaire résultait un point unique, et d'une ligne paire un point double. Cette méthode est encore utilisée de nos jours, dans une version « adaptée », où le medium trace sur le papier quatre lignes de points pour en faire ensuite le décompte.
Ces quatre premières figures sont en général appelées les « Quatre Mères », et d'elles découlent, par un système complexe de report de points, les onze autres figures de l'oracle. Ces quinze figures sont réparties en douze « maisons », deux « témoins » (droit et gauche) et un « Juge ».
Certains adeptes de cette technique divinatoire y ajoutent une seizième « maison », le « Subjudex » ou « la Sentence », obtenue à partir de la combinaison du « Juge » et de la « maison I ». Cette « maison » surnuméraire n'est habituellement pas dessinée sur le graphique des quinze « maisons » classiques.

## Construction d'un graphe
Exemple fictif choisi au hasard parmi 65 536 combinaisons différentes (16 x 16 x 16 x 16).
Une même figure peut revenir deux ou plusieurs fois dans l'ensemble du tirage : son interprétation variera toutefois en fonction de la place occupée parmi les « Maisons ». Toutefois, un graphe réunissant la même figure dans quatre cases (ou plus) sur quinze est habituellement considéré comme nul.
| Les quatre « Filles »     | Les quatre « Filles »     | Les quatre « Filles »     | Les quatre « Filles »     | Les quatre « Mères »           | Les quatre « Mères »           | Les quatre « Mères »           | Les quatre « Mères »           |
| VIIIx (la Joie)           | VIIx (le Blanc)           | VIx (la Fortune Majeure)  | Vx (le Jeune Garçon)      | IVx (la Fortune Mineure)       | IIIx (la Conjonction)          | IIx (la Joie)                  | Ix (la Prison)                 |
| Les quatre « Nièces »     |                           |                           |                           |                                |                                |                                |                                |
| XIIx (la Perte)           | XIIx (la Perte)           | XIx (la Queue du Dragon)  | XIx (la Queue du Dragon)  | Xx (la Perte)                  | Xx (la Perte)                  | IXx (la Tristesse)             | IXx (la Tristesse)             |
| Témoin Gauchex (le Rouge) | Témoin Gauchex (le Rouge) | Témoin Gauchex (le Rouge) | Témoin Gauchex (le Rouge) | Témoin Droitx (la Jeune Fille) | Témoin Droitx (la Jeune Fille) | Témoin Droitx (la Jeune Fille) | Témoin Droitx (la Jeune Fille) |
| Jugex (la Voie)           |                           |                           |                           |                                |                                |                                |                                |

Construction des « Filles » :
- les points successifs de la première « Fille » (V) sont le report de la première ligne de points des quatre « Mères » ;
- les points successifs de la deuxième « Fille » (VI) sont le report de la deuxième ligne de points des quatre « Mères » ;
- les points successifs de la troisième « Fille » (VII) sont le report de la troisième ligne de points des quatre « Mères » ;
- les points successifs de la quatrième « Fille » (VIII) sont le report de la quatrième ligne de points des quatre « Mères ».

Construction des « Nièces » : à la différence de la construction des « Filles », les points ne sont pas reportés. Chaque ligne de chacune des « Nièces » est obtenue en additionnant les points de la ligne correspondante des deux « Mères » ou des deux « Filles » de l'étage supérieur, puis en réduisant au plus petit entier pair ou impair : 2 + 2 = 4 réduit à 2, 2 + 1 ou 1 + 2 = 3 réduit à 1, 1 + 1 = 2.
La construction des « Témoins » suit le même schéma, chaque ligne de chacun des « Témoins » étant obtenue en additionnant les points de la ligne correspondante des deux « Nièces » de l'étage supérieur, puis en réduisant au plus petit entier pair ou impair. Les deux « Témoins » sont obligatoirement de même parité (soit pairs, soit impairs). Une parité divergente est la preuve d'une erreur dans l'établissement du graphe.
La construction du « Juge » suit le même schéma, chaque ligne du « Juge » étant obtenue en additionnant les points de la ligne correspondante des deux « Témoins », puis en réduisant au plus petit entier pair ou impair. Le « Juge » compte obligatoirement un nombre de points pair, ce qui limite à huit le nombre de figures possibles dans cette case : Via (4 points), Fortuna Minor, Fortuna Major, Carcer, Conjunctio, Amissio, Acquisitio (6 points) et Populus (8 points). Toute autre figure est la preuve d'une erreur dans l'établissement du graphe.
Dans le cas d'une interrogation de l'oracle faisant appel à la seizième « Maison » surnuméraire, celle-ci est obtenue en additionnant les points respectifs de la première « Mère » (I) et du « Juge ». On aura dans le cas présent :
| Sentencex (la Conjonction) |